# Carlos Marques Xavier
Carlos Xavier és un exfutbolista portugués, nascut a Lourenço Marques, Moçambic, el 16 de gener de 1963. Ocupava la posició de migcampista.
Va militar al seu país a l'Sporting de Lisboa, on va romandre 12 temporades en tres etapes. A la lliga espanyola va formar durant tres campanyes amb la Reial Societat, en les quals va jugar 96 partits i va marcar 13 gols.
Fou internacional amb Portugal.
Ha estat assistent d'entrenador a GD Estoril Praia.